# Петар Бергамо
Петар Бергамо (Мућ поред Сплитa, 27. фебруар 1930 – Загреб, 4. септембар 2022) био је југословенски композитор. Добитник је „Седмојулске награде“ године 1963. за дело Студије за симфонијски оркестар опус 7, које је препознато као једно од најзначајнијих дела савремене српске музике.

## Биографија
Петар Бергамо је рођен 27. фебруара у Сплиту, у Хрватској, у Краљевини Југославији. Завршио је Музичку академију у Београду 1960. године, где је студирао композицију код Станојла Рајичића и дириговање код Живојина Здравковића. Такође је завршио постдипломске студије композиције на истој Академији 1964. године. Био је асистент и професор композиције и инструмента у периоду од 1965. до 1972. године. Након тога следеће три године је био музички уредник на Universal Edition у Бечу.

## Дела
Бергамо је написао две симфоније, дела за хор, песме за децу, партитуру за филм и музику за радио. У почетку свог стварања, Бергамо је писао у позном романтичарском стилу. Касније, његови радови показују повећање тенденције атоналности и ослобађање од традиционалних устаљених облика изражавања. Његов опус обухвата:
- Concerto abbreviato за соло кларинет
- I colori d’argento за флауту
- Прва симфинија опус 2 (1961) - прерада Сонате за клавир (1957)
- Варијацију на непрекидну тему за клавир опус 3 (1957)
- Студије за симфонијски оркестар опус 7 (1962)
- ансамбл за камерни оркестар и чембало (1967)
- концерт за један глас за фагот (1975)
- концерт за саксофон (1991-1993)
- Domande senza ripostà за саксофон и клавир (1996)